# أمال بالش
أمال بالش هي ممثلة لبنانية.

## أعمالها
- البيت الأبيض (2018)
- تانغو(2018)
- العاصي - البيت الأبيض (2018)
- لولا الحب (2012)